# 傑克遜鎮區 (密蘇里州歐塞奇縣)
傑克遜鎮區（英語：Jackson Township）是位於美國密蘇里州歐塞奇縣的一個行政鎮區。

## 地方資料
傑克遜鎮區的面積為240.73平方千米，當中陸地面積為237.73平方千米，而水域面積為3.02平方千米。根據2020年美國人口普查的數據，當地共有人口1250人，而人口密度為每平方千米5.19人。